# Rouffiac (Cantal)
Rouffiac è un comune francese di 221 abitanti situato nel dipartimento del Cantal nella regione dell'Alvernia-Rodano-Alpi.

## Società

### Evoluzione demografica
Abitanti censiti